# Heliconia holmquistiana
Heliconia holmquistiana är en enhjärtbladig växtart som beskrevs av Abalo och G.Morales. Heliconia holmquistiana ingår i släktet Heliconia och familjen Heliconiaceae. Inga underarter finns listade.